# 942년

## 연호
- 후진(後晉) 천복(天福) 7년
- 요(遼) 회동(會同) 5년
- 일본(日本) 덴교(天慶) 5년
- 남한(南漢) 대유(大有) 15년 / 광천(光天) 원년
- 민(閩) 영륭(永隆) 4년
- 후촉(後蜀) 광정(廣政) 5년
- 남당(南唐) 승원(昇元) 6년

## 기년
- 후진(後晉) 고조(高祖) 7년 / 출제(出帝) 원년
- 요(遼) 태종(太宗) 16년
- 고려(高麗) 태조(太祖) 25년

## 사건
- 만부교 사건

## 탄생
- 고려 초의 문신 서희

## 사망
- 남한 (십국)의 황제 유엄